# Svîșciv, Mlîniv
Svîșciv (în ucraineană Свищів) este un sat în comuna Novoukraiinka din raionul Mlîniv, regiunea Rivne, Ucraina.

## Demografie
Componența lingvistică a localității Svîșciv
     Ucraineană (99,5%)
     Alte limbi (0,5%)
Conform recensământului din 2001, majoritatea populației localității Svîșciv era vorbitoare de ucraineană (99,5%), existând în minoritate și vorbitori de alte limbi.